# 一歩前進、二歩後退

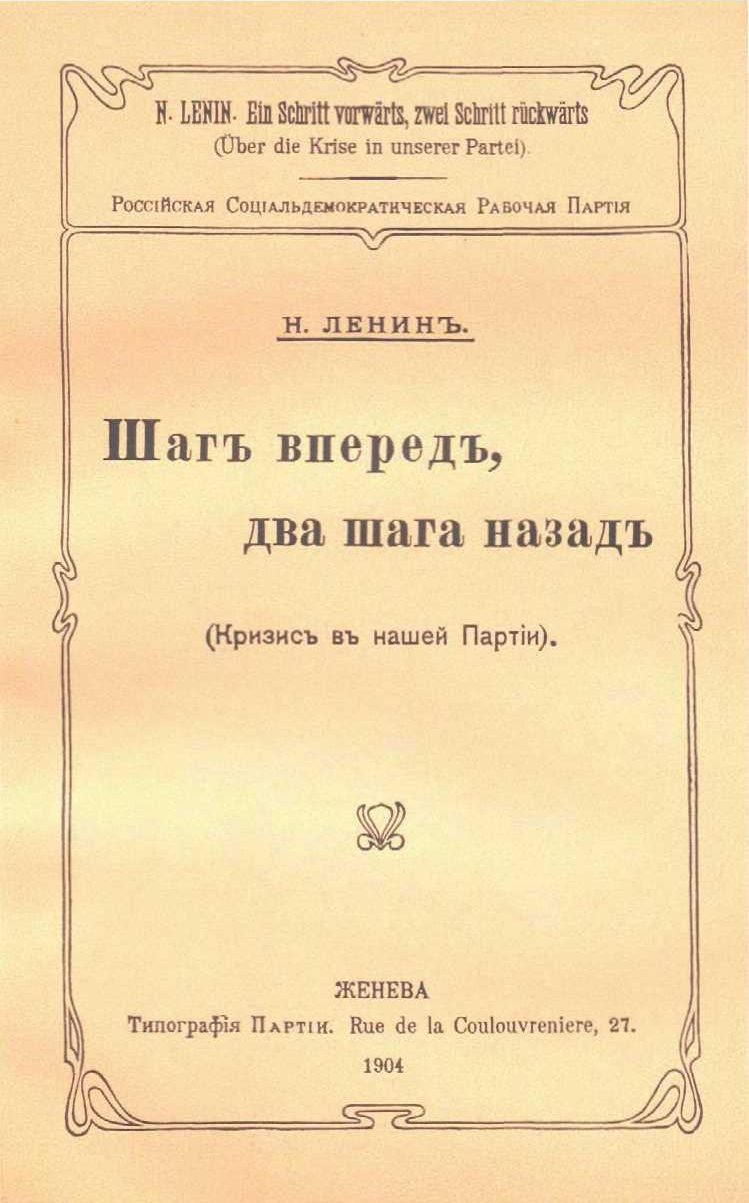
1904年版の表紙

『一歩前進、二歩後退』（ロシア語: Шаг вперёд, два шага назад）は、1904年のウラジーミル・レーニンの著作。ロシア社会民主労働党の第二回党大会で起こった多数派（のちのボリシェヴィキ）と少数派（のちのメンシェヴィキ）の分裂について、多数派の観点から分析し、少数派を批判した。

## 背景
1900年にレーニン、マルトフ、プレハーノフらによって創刊された新聞『イスクラ』は、ロシアの社会民主主義運動をリードする地位を確立し、1903年にロシア社会民主労働党第二回大会を開くことができた。43名の代議員が持つ議決権51票のうち、イスクラ派は33票を占めていた。
ところが、大会において党員資格に関する規約第一条が審議された際、党組織への参加を条件とするレーニンの案と条件としないマルトフの案が対立した。マルトフの案が採択された。イスクラ派はレーニン派とマルトフ派に分かれ、議事の合間に別々に会合を持つようになった。このとき、プレハーノフはレーニン側についた。
議事が『イスクラ』編集局の選挙まで進むと、レーニン派はそれまでの6名の編集局員（レーニン、マルトフ、プレハーノフ、ポトレソフ、アクセリロード、ザスーリッチ）をそのまま候補とするのではなく、レーニン、マルトフ、プレハーノフだけを候補とした。レーニンとプレハーノフが『イスクラ』編集局を支配しようとするものだった。この案は可決されたが、マルトフは激しく反発し、就任を拒否した。
このときのレーニン派が大会後にボリシェヴィキ、マルトフ派がメンシェヴィキとなり、党は分裂状態となった。大会後にプレハーノフもメンシェヴィキ側に移ったため、レーニンは『イスクラ』編集局から辞任せざるをえなくなった。プレハーノフはレーニンを除く旧編集局員を補充した。『イスクラ』はメンシェヴィキの機関紙に変わり、レーニンに対する激しい批判が展開された。
そこでレーニンが反撃のために執筆したのが『一歩前進、二歩後退』である。

## 概要
レーニンは本書が解明しようとする基本的な問題をまえがきの中で二つ挙げる。「多数派」と「少数派」への分裂の政治的意義、および、組織問題について新『イスクラ』(少数派が支配する『イスクラ』)が取っている立場の原則的意義である。そして、第一の問題に答えるためには党大会の議事録の分析、第二の問題に答えるためには新『イスクラ』の原則的内容の分析が必要だとする。その結論は「『多数派』はわが党の革命的翼であり、『少数派』はその日和見主義的翼であるということ、げんざいこの両翼を分けへだてている意見の相違は、主として、綱領の問題や戦術上の問題ではなくてたんに組織上の問題に帰着するということ、新『イスクラ』が自分の立場をふかめようとすればするほど、またこの立場が自主補充をめぐる泥仕合からきよめられればきよめられるほど、ますますはっきりと新『イスクラ』のなかに現れてくる新しい見解の体系は、組織問題における日和見主義である、ということである」。
大会代議員は4つのグループに分かれていた。(1) イスクラ多数派(24票)、(2) イスクラ少数派(9票)、(3) 「中間派」(10票)、(4) 反イスクラ派(8票)。大会の前半では、イスクラ多数派とイスクラ少数派は結束して行動し、反イスクラ派を圧倒した。しかし党員資格に関する規約第一条の採決では、イスクラ派が多数派と少数派に分裂し、「中間派」と反イスクラ派がイスクラ少数派を支持したため、イスクラ多数派は敗れた。その後、反イスクラ派のうち7名(7票)が大会から脱退したため、イスクラ多数派は中央諸機関の選挙で勝利することができた。
マルトフが提案し、採択された党規約第一条は、次のとおりだった。「党の綱領を承認し、物質的手段によって党を支持し、党組織の一つの指導のもとに党に規則的な個人的協力を行うものは、すべてロシア社会民主労働党の党員とみなされる」。党組織への参加を条件としないこの定式は、党組織ではない組織に属する労働者や単なるストライキ参加者をも党員と見なすものになっている。
イスクラ多数派は、中央委員会と中央機関紙編集局にそれぞれ3名を選出する案を提出した。その意図は「(1)編集局の刷新、(2)党機関には不適当な古いサークル根性の若干の特徴を編集局からとりのぞくこと、最後に(3)文筆家からなる合議機関の『神政的』特徴をとりのぞくこと(三人組を拡大する問題の解決に、すぐれた実践家を参加させることによってとりのぞくこと)」だった。イスクラ少数派はこの案に対して実務的な論拠をもって反論するのではなく旧編集局員に対する侮辱だと抗議する道を選んだ。これは「俗物根性」であり、その結果として起こったのは「泥仕合」であった。
大会後、プレハーノフは、『イスクラ』の旧編集局員を再び編集局に補充することで少数派に譲歩し、多数派と少数派を和解させようとした。その結果は新しい『イスクラ』による多数派に対する激しい攻撃だった。和解の試みは失敗に終わった。
その後、新『イスクラ』の原則的な立場がアクセリロードの論文に現れた。社会民主党内にプロレタリア的傾向と急進的インテリゲンツィア的傾向の対立があることを確認したうえで、後者の「ジャコバン主義」を批判している。しかし、党大会においてイスクラ派はまさにジャコバン主義者として反イスクラ派と争った。「自分の階級的利害を自覚したプロレタリアートの組織と切りはなせないようにむすびついているジャコバン主義者、これこそ革命的社会民主主義者である。」
新『イスクラ』は「官僚主義」に反対している。これは実質的には自治主義の擁護であり、日和見主義の組織原則の擁護である。

## 反響

### トロツキー
レフ・トロツキーは、シベリアの党組織の代議員として第二回党大会に参加し、イスクラ少数派(メンシェヴィキ)側についた。大会後に「シベリア代議員団の報告」を書いて多数派を批判した。
党規約第一条をめぐる対立については次のようにマルトフ案を擁護している。
少数派は中央諸機関の選挙で敗れたあとで組織原則をめぐる対立を強調しはじめた、というレーニンの主張についても、「彼〔レーニン〕は、そうすることによって、いかなる非原則的な原因が彼をして旧編集局の粉砕を大会に要求せしめたのか、党に対して説明する責任を負っている」と指摘した。
トロツキーはさらに『われわれの政治的課題』を書き、『なにをなすべきか？』までさかのぼってレーニンの党組織論を批判した。

### ローザ・ルクセンブルク
ローザ・ルクセンブルクは、メンシェヴィキの『イスクラ』からの要請に応じて「ロシア社会民主党の組織問題」という論文を寄稿し、『一歩前進、二歩後退』に現れたレーニンの党組織論を批判した。同じ論文はドイツ社会民主党の機関誌『ノイエ・ツァイト』にも掲載された。
ルクセンブルクは、革命的社会民主主義者は「階級意識あるプロレタリアートの組織と不可分に結ばれたジャコバン主義者」だ、というレーニンの主張に対し、社会民主党は「労働者階級の組織と結合されているのではなく、労働者階級それ自身の運動なのである」という見解を述べ、社会民主党を前衛政党というより大衆政党として捉えた。
その上で、レーニンの主張を「超・中央集権主義」と特徴づけ、それは「積極的創造的な精神ではなく、硬直した夜警根性によって支えられている、とわれわれには思われる。かれの思考の過程は、党活動の結実ではなくて主としてその統制に、その展開ではなく制限に、運動の結集ではなくその締め上げに向けられている」と否定的に評価した。
レーニンが党規約を日和見主義との闘争の武器と見なした点についても、「プロレタリアートの自立的な革命的階級運動を麻痺させ、その運動をブルジョア・インテリゲンチャの支配欲に仕えさせようとする努力として、日和見主義を定式化するならば、労働者運動の初期の段階においては、この目的は、分権主義によってではなく、まさに、頑強な中央集権主義によってこそ、もっとも急速に達成されうる」と指摘した。
この論文は、レーニンが『一歩前進、二歩後退』で詳しく分析した第二回党大会の討議について具体的に論及せず、また、ボリシェヴィキとメンシェヴィキの対立点についてコメントするものでもなく、ただレーニンの主張の理論的な枠組みを一般的に批判しただけのものだった。レーニンは『ノイエ・ツァイト』に寄せた反論文でこの点に失望を表明し、ただ『一歩前進、二歩後退』の内容を簡潔に要約することによってのみ応えた。